# パレスチナサッカー協会
パレスチナサッカー協会（パレスチナサッカーきょうかい、アラビア語: اتحاد فلسطين لكرة القدم、英: Palestinian Football Association）は、パレスチナにおけるサッカー協会である。略称はPFA。

## 歴史
1928年に設立された。アジアサッカー連盟（AFC）には1998年に、国際サッカー連盟（FIFA）には1998年に加入した。また、西アジアサッカー連盟には2001年より加盟している。
1934 FIFAワールドカップ・予選では、サッカーパレスチナ代表（エレツ・イスラエル）がアジアのチームとして初めてワールドカップ予選に参加している。1948年にイスラエルが独立した後、1952年に改めてPFAが設立され、1962年に正式に組織化された。
パレスチナはイスラエルと長らく紛争状態にあり、イスラエルがAFCに加盟していた間はAFCへの参加を見送っており、1974年よりアラブサッカー連盟に所属していた。1998年にパレスチナ自治政府の下でAFCおよびFIFAに加盟した。

## 組織・運営
- サッカーパレスチナ代表
- サッカーパレスチナ女子代表
- ガザ地区リーグ（ガザ地区のリーグ）
- ウェストバンク・プレミアリーグ（ヨルダン川西岸地区のリーグ）
- パレスチナ・カップ（英語版）